# Uttum
Uttum is een dorp in de Duitse gemeente Krummhörn, deelstaat Nedersaksen, en telt 494 inwoners (2012).

## Geschiedenis
Vroeger was Uttum een zetel van Friese hoofdelingen. De naam zou "woonplaats van Otte" betekenen, of "woonplaats van Utte". Over deze Otte of Utte zijn geen bijzonderheden bekend. In de 13e eeuw woedde tussen Uttum en de omliggende plaatsen een hevige strijd. Bij een vete in 1254 werden ook delen van het Brookmerland verwoest. In de 15e eeuw viel Pilsum onder de proosdijkerk van Uttum.
In het verleden was de dakpannenfabricage voor Uttum belangrijk. In 1874 ontstond te Uttum de eerste coöperatieve zuivelfabriek van Oost-Friesland.
Bezienswaardig zijn het steenhuis uit 1597, de stellingmolen uit 1856, de restanten van de burcht die in de 18e eeuw werd gesloopt, de steenfabriek uit 1898, en de kerk. Deze dateert uit 1250 en bestaat uit een gewelf dat in 1804 vervangen werd door een houten plafond. In 1930 werd de uit 1527 stammende klokkentoren verkleind. De kansel dateert uit 1580 en het doopvont uit 1474. Het kerkorgel werd rond 1660 door een onbekende orgelbouwer gebouwd, waarbij gebruik werd gemaakt van bestaande orgelpijpen.